# Відья Балан
Відья Балан (там. வித்யா பாலன், маратхі विद्या बालन, вим.  [ɪ [ʋ] ( прослухати); нар.. 1 січня 1978, Оттапалам, округ Палаккад штат Керала, Індія) — індійська кіноакторка та модель. Знімається в основному у фільмах на гінді. Володарка кількох десятків номінацій і понад півсотні призів різних індійських кінопремій, переважно в категорії «Найкраща жіноча роль». У 2014 році за внесок в індійський кінематограф отримала урядову нагороду Падма Шрі.

## Життєпис та кар'єра

### Ранні роки і перший акторський досвід
Відья Балан народилася 1 січня 1978 року в Оттапаламі (штат Керала) в родині бізнесмена П. Р. Балана (нині віцепрезидент з кадрів телекомунікаційної компанії Digicable) і його дружини Сарасваті Балан. За словами Відьї, в її родині спілкуються сумішшю тамільської і малаялам, сама вона також володіє гінді, маратхі, бенгальською та англійською. Старша сестра Прія Балан працює у рекламній сфері.
Відья виросла в передмісті Мумбая (або районі «Великого Бомбея/Мумбаї») Чембурі, де закінчила Старшу школу Св. Антонія для дівчаток. З юності мріяла про кар'єру в кіно, надихаючись роботами акторок Шабан Азмі та Мадгурі Діксіт.
У 16 рокуів здобула першу популярність на акторському терені, виконавши одну з центральних ролей — розумної, але короткозорої та глухої Радхікі Матхур — в популярному ситкомі режисера Екти Капур «Ми вп'ятьох». Режисер Анураг Басу запропонував їй роль у новій мильній опері, однак дівчина відхилила пропозицію, бажаючи зробити кар'єру саме в кіно. Її батьки підтримали її бажання, однак наполягли, щоб вона отримала вищу освіту. За порадою батьків вона здобула диплом бакалавра в коледжі Св. Ксаверія, а згодом і ступінь магістра соціології в Мумбайському університеті.

### Невдалі спроби і перший успіх в кіно (2000—2003)
Ще навчаючись в університеті, Відья Балан була обрана на головну роль у фільмі на малаялам Chakram, а трохи пізніше — «підписана» на роботу ще у 12 фільмах. Однак, коли через різні проблеми проєкт був заморожений. Кінопродюсери ніяк не очікували такого із зайнятим у головній чоловічій ролі вже знаменитим Моханлалом, звинуватили молоду акторку в привнесенні «поганої карми», а також замінили її іншими акторками в інших запланованих фільмах.
Наступні спроби Відьї відбулись у кіно на другій рідній для неї тамільській мові. У 2001 році вона була обрана на головну роль в картині Н. Лингусами Run (вийшла в 2002), однак після перших знятих сцен її замінили Мірою Джасмін. Подібна ситуація сталося і на зйомках фільму Manasellam Равичандрана (2002—2003), де її замінили Трішею Крішнан. Ще один фільм, на зйомки в якому вона підписала угоду, при найближчому розгляді виявився любовною комедією, але акторка, яка відрізняється в житті великою скромністю, сама розірвала контракт. А стрічка на малаялам Kalari Vikraman Діпака Мохана, в якій вона все ж знялася, через фінансові труднощі студії так і не вийшла на екрани, незважаючи на те, що була завершена майже повністю.
В той час, як на цьому етапі у Відьї Балан не складалася акторська кар'єра, вона знялася приблизно в 60 рекламних роликах та музичних відео, зокрема, з гуртом «Ейфорія» і співачкою Шубхою Мудгал, в більшості своїй поставлених Прадіпом Саркаром. Нарешті, у 2003 році вона зіграла у Гоутама Галдера у драмі на бенгалі Bhalo Theko, яка стала її першим фільмом, що вийшов у прокат. Виконання нею головної ролі молодої жінки Ананді, що поринає у спогади про своє минуле, дало можливість завоювати її перший приз — Anandalok Awards (одну з найпрестижніших премій бенгальського кіно) за найкращу жіночу роль.

### Прорив доБоллівуду(2005—2008)
Її дебют в кіно на гінді відбувся в 2005 році в музичній драмі Прадіпа Саркара «Ангел кохання» (екранізації однойменного роману Саратчандри Чаттопадхаї про кохання ідеалістки Лаліти та егоїстичного сина фабриканта Шекхара), на головну роль в якій акторка була обрана в результаті напруженого піврічного кастингу. Її виконання ролі Лаліти було захоплено зустрінута критикою, зокрема, Дерек Еллі з журналу Variety назвав втілений Відьєю образ «серцем і душею фільму». На щорічній церемонії вручення престижних премій Боллівуду Filmfare Awards «Ангел» приніс їй приз в категорії «Найкращий жіночий дебют» і номінацію на титул «Найкращої акторки». В наступному році Відья Балан також знялася разом з Санджаєм Даттом у комедії Раджкумара Хірані «Братан Мунна 2», виконавши роль радіо-ведучої Джханві, коханої головного героя. У ході підготовки до зйомок вона спілкувалася з ведучими кількох розважальних радіостанцій і спостерігала за їх роботою. Ця її робота також була позитивно оцінена як критикою, так і аудиторією, яка принесла фільму-блокбастеру збори приблизно в 1,18 мільярда рупій (близько 18 мільйонів доларів США).

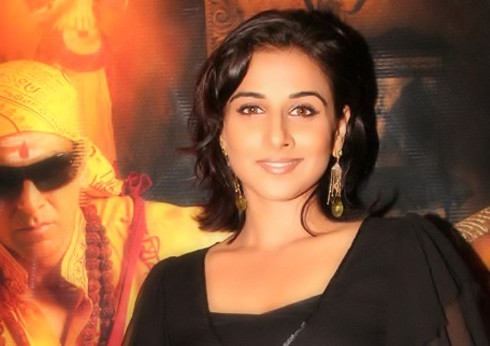
Відья Балан на презентації фільму «Лабіринт» (2007)

У 2007 році Відья активно працювала, знявшись, принаймні, у п'яти кінострічках, які викликали помітну реакцію аудиторії і/або професійної кінокритики. У драмі Мані Ратнама «Гуру» (частково заснованої на біографії бізнес-магната Дгірубгая Амбані) вона зіграла допоміжну роль жінки, яка страждає від розсіяного склерозу. Картина, головні ролі в якій виконували такі зірки, як Мітхун Чакраборті, Абхішек Баччан, Айшварія Рай і Мадхаван, зібрала гарну касу. Про гру Відьї Балан критика відгукнулася, як про «талант, даремно витрачений на мізерну роль».
Наступною її роботою була романтична комедія Ніхіла Адвані «Здрастуй, любов!», складається з шести окремих історій. У ній акторка, яка грала роль, втратившої після травми пам'ять, жінки-телерепортера Техзіб Хусейн, грала в парі з Джоном Абрахамом. Фільм провалився в прокаті і був розкритикований критикою, однак до самої гри Відьї кінознавці поставилися позитивно, зокрема, критик порталу Rediff.com Суканья Верма розцінила «перетворення [персонажу] Відьї з впевненої у собі ділової жінки в раниму і безпорадну істоту» як «видатний».
Трилер Видху Винода Чопра «Эклавия: Княжий страж», де вона зіграла роль другого плану, виявився комерційно невдалим, проте був позитивно сприйнятий критикою і обраний для номінації від Індії на «Оскар» 2008 року за найкращий фільм іноземною мовою. У той же час, фільм Саджида Хана «Привіт, малятко!», де Відья Балан зіграла матір-одиначку, отримав непогані збори, але переважно негативні критичні відгуки як у цілому, так і за участі Відьї Балан; Раджив Масанд з CNN-IBN розкритикував її гардероб і макіяж і назвав її «ахилесовою п'ятою» фільму.
П'ятим і останнім фільмом акторки 2007 року став психологічний трилер «Лабіринт», зрежисований Приядаршаном гінді-ремейк фільму на малаялам «Зламаний замок» 1993 року (у якого існує ще мінімум два попередніх ремейки різними мовами, «Aaptamitra» на каннада і «Chandramukhi» тамільською мовою). Відья зіграла роль страждаючої роздвоєнням особистості Аван Чатурведі, яку в оригінальному фільмі виконала землячка Відьї зі штату Керала, акторка і танцюристка Шобана. Фільм користувався комерційним успіхом, заробивши за сумою світового прокату близько 830 мільйонів рупій (13 мільйонів доларів). У той же час, критиці фільм не сподобався, хоча до гри в ньому акторки вони поставилися більш позитивно, оцінивши її епітетами від «прийнятної» і «приємної» до «чудової». Цей фільм приніс їй другу номінацію Filmfare Awards в категорії «Найкраща жіноча роль».

### Перехід до стабільної успішності (з 2009 року)
У 2009 році Відья Балан виконала ведучу роль неодруженої гінекологині, яка живе з сином-підлітком, хворим прогерією, у фільмі Р. Балакришнана «Татко». Картина, в якій також грали батько і син Баччани (Амітабх Баччан грав підлітка Ауро, а його син — батька Ауро), була добре сприйнята критикою, заробивши в сумі понад 40 номінацій та призів різних інституцій, принісши самій Відьї Балан 7 призів за найкращу жіночу роль (не рахуючи номінацій) і ставши, на думку критики, важливим поворотним пунктом в її кар'єрі. Суканья Верма з Rediff.com вже виражала своє схвалення нею в минулому, порівняла гру Відьї c Дімпл Кападіцєю і зазначила, що створений нею стримано-зворушливий образ «вражає своєю грацією і цілісністю». Колумніст The Times of India Никхат Казми також підкреслив, що вона «зуміла надати рідкісну гідність боллівудському образу матері».
За успіхом цього фільму пішла чорна комедія «Для любові немає причин» (2010, режисерський дебют Абхишека Чаубея), де разом з Відьєю грали Насируддин Шах, Аршад Варсі і Салман Шахід. Персонаж Відьї в цьому фільмі Крішна Верма — одночасно шукачка справедливості і «фатальна жінка», яка манипулює чоловіками через свою сексуальну привабливість. Сама акторка охарактеризувала свою героїню як серйозний відхід від традиційного зображення жінок у кіно. Фільм, як і її виконання (для якого вона спеціально брала уроки місцевого уттар-прадешського діалекту) отримали гучне схвалення критики. Штатний кінокритик делійського телебачення Анупама Чопра прокоментувала: «Пекучі погляди Відьї Балан здатні пропалити екран, у той час як в її очах таїться трагедія. Вона показала, що може дати величезну фору будь-якій із штампованих „Барбі“, що заполонили зараз Боллівуд, чуттєвість, що може бути ніяк не пов'язана з малоодягненістю». За роботу в цьому фільмі акторка була номінована на титул найкращої акторки Filmfare Awards «по глядацькому вибору», вигравши аналогічний приз цієї ж премії «вибір критиків» і заробивши паралельно свою другу премію за найкращу ведучну жіночу роль від журналу Screen.
2011 рік відзначився у фільмографії акторки кількома вагомими ролями. Першим з фільмів став напівбіографічний трилер Раджкумара Гупти «Ніхто не вбивав Джесіку», що вийшов у прокат 7 січня цього ж року. Він заснований на реальному випадку вбивства моделі і офіціантки VIP-ресторану Джесіки Лал сином парламентарія і міністра Ману Шармою, де Відья виконала роль сестри жертви, Сабріни Лал, яка відіграла важливу роль у доведенні справи до суду і вироку винуватцю докори тиску з боку його численних зв'язків в уряді штату і країни. За наполяганням режисера, який вважав, що «Сабріна … зараз відрізняється від себе більше 10 років тому, коли все почалося», Відья не зустрічалася з прототипом свого персонажа, розробляючи його самостійно. Фільм отримав змішані відгуки критики, проте багато з відгуків були згодні один з одним у захопленої оцінки виконання ведучої акторки. Ця робота принесла Відьї Балан ще одну номінацію на Filmfare Award за найкращу жіночу роль. Загальні збори фільму склали близько 490 мільйонів рупій (близько 10,8 млн доларів США за середнім курсом 2011 року), що було особливо відзначено в пресі, з урахуванням відсутності в картині ведучої чоловічої ролі.
У березні 2011 року творчість Відьї Балан було відзначено ретроспективою її фільмів в Австралії в рамках фестивалю Bollywood and Beyond.

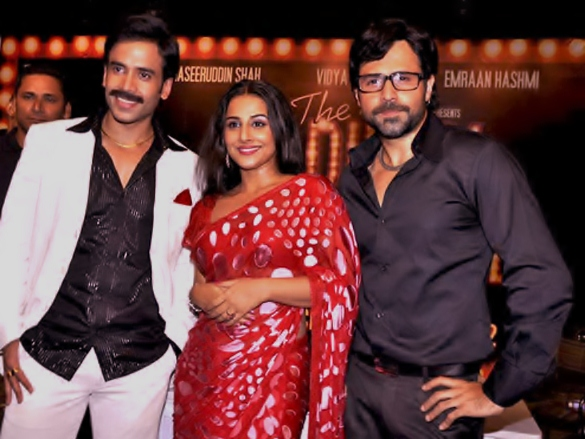
Відья Балан з Тусшаром Капуром і Емраном Хашмі на презентації саундтреку до «Брудного кіно»

Наступною помітною роботою Відьї Балан стало виконання головної ролі в біопікі Екти Капур «Брудне кіно», заснований на історії життя і смерті акторки Сілк Сміти, відомої (у формулюванні виконавиці) своєю зухвалістю до безсоромності, що викликає сексуальність". Відья охарактеризувала цю роль як саму сміливу і зухвалу у своїй кар'єрі, додавши, що роль вимагала від неї як досягти серйозної моральної готовності, так і набрати зайві 12 кілограм ваги. Фільм був зустрінутий захопленими оцінками, включаючи одностайний захват втіленим Відьєю чином, названим рядом критиків кращою роллю акторки. Роль принесла їй Національну кінопремію і Filmfare Award за найкращу жіночу роль.
У 2015 році вона знову знялася в парі з Емраном Хашмі у фільмі «Незакінчений роман». Через рік вона виконала одну з головних ролей у фільмі Te3n і дебютувала в маратхомовному кіно, зігравши Гіту Балі в біографічному фільмі Ekk Albela
На початку 2017 року вийшов фільм Begum Jaan, де Відьї Балан з'явилася в ролі власниці борделю, заробивши позитивну оцінку критики. У тому ж році відбулася прем'єра Tumhari Sulu, де вона зіграла радіо-діджея. Фільм мав комерційний успіх і приніс їй четверту Filmfare Award за найкращу жіночу роль.

## Особисте життя і громадська діяльність

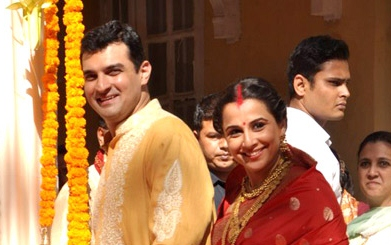
Відья Балан і Сиддхартх Рой Капур на своєму весіллі в грудні 2012 року

Індійські ЗМІ неодноразово робили припущення про романтичні стосунки Відьї Балан з її партнерами на кінозйомках, які однак відкидалися самою акторкою. Тим не менш, у 2009 році Відья згадала про закінчення до того часу зв'язків з кимось, хто дозволив собі коментарі про її вагу. За її власними словами: «Якщо хто важливий для тебе принижує тебе — це може тебе зламати. Той, чия думка мені була завжди важлива, став постійно знаходити в мені недоліки. З часом стало необхідним перервати цей зв'язок». Хоча вона не називала імен, таблоїди припустили, що це був Шахід Капур, партнер Відьї по фільму «Щаслива зірка», однак той також спростував їх зв'язок.
Даючи в травні 2012 року інтерв'ю агентству Press Trust of India, Відья Балан оголосила, що зустрічається з продюсером і главою UTV Motion Pictures (індійського кіновиробництва The Walt Disney Company) Сіддхартхом Рой Капуром. 14 грудня 2012 року Відья і Сіддхартх одружилися у мумбайському передмісті Бандра.
Крім акторського мистецтва, Відья володіє навичками музиканта індійської традиції карнатака, а також вивчала танцювальні форми бхаратанатьям і катхак.
Свої релігійні погляди Відья Балан оцінила наступним чином: «Я глибоко віруюча людина, яка постійно спілкується з божеством, але я не особливо релігійна в традиційному „організованому“ сенсі». Вона практикує вегетаріанство, і була названа «чуттєвою вегетаріанкою Індії» в опитуваннях, проведених PETA в 2011—2012 роках, хоча не менше висвітлення в пресі отримали і її проблеми, зокрема, нестійка вага.
Крім зйомок у кіно, Відья Балан є відомою громадською діячкою, що пропагує гуманітарні цінності і бере участь у діяльності благодійних організацій. У березні 2011 року Відья Балан агітувала за участь у заходах, що проводяться Всесвітнім фондом дикої природи «Годині Землі». Вона також брала участь у кампанії колкатської організації CINI (Child in Need Institute) проти дитячого голоду, а у вересні 2012 року відвідала село в Мірзапурі (штат Уттар-Прадеш) у рамках акції просування дитячої освіти і боротьби за наділення правами жінок. За її участь у боротьбі за права жінок, Відья була нагороджена у 2012 році Колкатською торговою палатою премією імені Прабха Кхайтан (Prabha Khaitan Puraskar), ставши наймолодшою лауреаткою цієї нагороди. Пізніше заслуги Відьї Балан також були відзначені урядом Індії, дала їй повноваження свого представника в русі за поліпшення санітарних умов у країні. Нарешті, в серпні 2013 року вона виступила «маршалом» ходи в Нью-Йорку на День незалежності Індії, а у вересні цього року — відкривала високотехнологічну освітню платформу для дітей з непривілейованих верств населення в уттар-прадешському селі Тханапур.

## Фільмографія
| Рік  |   | Українська назва                           | Оригінальна назва                    | Роль                                            |
| ---- | - | ------------------------------------------ | ------------------------------------ | ----------------------------------------------- |
| 1995 | с | Ми вп'ятьох                                | Hum Paanch                           | Радхіка Матхур                                  |
| 2003 | ф |                                            | Bhalo Theko (бенг.)                  | Ананді                                          |
| 2005 | ф | Ангел кохання                              | Parineeta                            | Лаліта                                          |
| 2006 | ф | Братан Мунна 2                             | Lage Raho Munna Bhai                 | радіоведуча Джханві                             |
| 2006 | ф | Здрастуй, любов!                           | Salaam-e-Ishq                        | Техзиб Хусейн                                   |
| 2006 | ф | Еклавія: Княжий страж                      | Eklavya: The Royal Guard             | Радджо                                          |
| 2007 | ф | Гуру: Шлях до успіху                       | Guru                                 | Міну Дасгупта                                   |
| 2007 | ф | Привіт, малишка!                           | Heyy Babyy                           | мати дитини Иша Сахні                           |
| 2007 | ф | Лабіринт                                   | Bhool Bhulaiyaa                      | Авні                                            |
| 2007 | ф | Коли одного життя мало                     | Om Shanti Om                         | в ролі самої себе в пісні «Deewangi Deewangi»   |
| 2008 | ф |                                            | Halla Bol                            | Снеха                                           |
| 2008 | ф | Щаслива зірка / Поцілунок на удачу         | Kismat Konnection                    | Прія                                            |
| 2009 | ф | Татко                                      | Paa                                  | Відья                                           |
| 2010 | ф | Для любові немає причин                    | Ishqiya                              | Крішна Верма                                    |
| 2011 | ф | Ніхто не вбивав Джесіку                    | No One Killed Jessica                | Сабріна Лал                                     |
| 2011 | ф | Урумі                                      | Urumi (малаял.)                      | Макком / учителька Бхумі                        |
| 2011 | ф | Спасибі тобі                               | Thank You                            | Дружина Кішана                                  |
| 2011 | ф | Порочне коло                               | Dum Maaro Dum                        | пані Каматх (камео)                             |
| 2011 | ф | Брудне кіно                                | The Dirty Picture                    | Решма / Сілк Сміта                              |
| 2012 | ф | Історія                                    | Kahaani                              | Відья Багчі                                     |
| 2012 | ф | Хочу Ферарі                                | Ferrari Ki Sawaari                   | запрошена зірка в пісні «Mala Jau De»           |
| 2013 | ф | Говорить і показує Бомбей                  | Bombay Talkies                       | в ролі самої себе в пісні «Apna Bombay Talkies» |
| 2013 | ф | Божевільний                                | Ghanchakkar                          | Ніту Атре                                       |
| 2013 | ф | Одного разу в Мумбаї. Історія повторюється | Once Upon Ay Time In Mumbai Dobaara! | камео                                           |
| 2013 | ф | Махабхарата                                | Mahabharat                           | Драупаді (голос та зовнішність персонажу)       |
| 2014 | ф | Зворотний бік сімейного життя              | Shaadi Ke Side Effects               | Тріша                                           |
| 2014 | ф | Детектив Боббі / Дії                       | Bobby Jasoos                         | Білкіс «Боббі» Ахмед                            |
| 2015 | ф | Незакінчений роман / Наша неповна історія  | Hamari Adhuri Kahaani                | Васудха Прасад                                  |
| 2016 | ф | Троє                                       | Te3n                                 | Саріта Саркар                                   |
| 2016 | ф |                                            | Ekk Albela (мар.)                    | Гіта Балі                                       |
| 2016 | ф |                                            | Kahaani 2: Durga Rani Singh          | Відья Багчи / Дурга Рані Сінгх                  |
| 2017 | ф |                                            | Begum Jaan                           | Бегум Джан                                      |
| 2017 | ф |                                            | Tumhari Sulu                         | Сулочана / Сулу                                 |

## Нагороди та номінації
| Нагороди та номінації | Нагороди та номінації                  | Нагороди та номінації                          | Нагороди та номінації       | Нагороди та номінації | Нагороди та номінації |
| Рік                   | Премія                                 | Категорія                                      | Фільм                       | Результат             | Посилання             |
| --------------------- | -------------------------------------- | ---------------------------------------------- | --------------------------- | --------------------- | --------------------- |
| 2006                  | Filmfare Awards                        | Filmfare Award за найкращу дебютну жіночу роль | Ангел любові                | Перемога              | [ 86 ]                |
| 2006                  | Filmfare Awards                        | Filmfare Award за кращу жіночу роль            | Ангел любові                | Номінація             |                       |
| 2006                  | Премія міжнародної академії кіно Індії | Зоряний жіночий дебют року                     | Ангел любові                | Перемога              | [ 87 ]                |
| 2006                  | Премія міжнародної академії кіно Індії | Краща жіноча роль                              | Ангел любові                | Номінація             |                       |
| 2006                  | Zee Cine Awards                        | Кращий жіночий дебют                           | Ангел любові                | Перемога              | [ 88 ]                |
| 2006                  | Zee Cine Awards                        | Краща жіноча роль                              | Ангел любові                | Номінація             |                       |
| 2006                  | Producers Guild Film Awards            | Краща жіноча роль                              | Ангел любові                | Номінація             |                       |
| 2006                  | Producers Guild Film Awards            | Краща дебютна жіноча роль                      | Ангел любові                | Перемога              |                       |
| 2013                  | Filmfare Awards                        | Filmfare Award за кращу жіночу роль            | Історія                     | Перемога              | [ 89 ]                |
| 2013                  | Премія міжнародної академії кіно Індії | Краща жіноча роль                              | Історія                     | Перемога              | [ 90 ]                |
| 2013                  | People's Choice Awards India           | Улюблена акторка                               | Історія                     | Номінація             |                       |
| 2013                  | Producers Guild Film Awards            | Краща жіноча роль                              | Історія                     | Перемога              |                       |
| 2013                  | Lions Gold Awards                      | Улюблена акторка — на думку критиків           | Історія                     | Перемога              |                       |
| 2013                  | BIG Star Entertainment Awards          | Найцікавіша акторка                            | Історія                     | Номінація             |                       |
| 2013                  | BIG Star Entertainment Awards          | Найцікавіша акторка в жанрі трилер             | Історія                     | Номінація             |                       |
| 2017                  | Filmfare Awards                        | Filmfare Award за кращу жіночу роль            | Kahaani 2: Durga Rani Singh | Номінація             | [ 91 ]                |
| 2018                  | Filmfare Awards                        | Filmfare Award за кращу жіночу роль            | Tumhari Sulu                | Перемога              | [ 92 ]                |